# أغلال ناعمة (مسلسل)
هو مسلسل تلفزيوني مصري تم انتاجه وعرضه في عام 2000 من تأليف الدكتور علاء عبد المنعم وإخراج المخرج عادل صادق

## قصة المسلسل
يحكى المسلسل عن شاب ريفى في كلية الهندسة يتعرض لظروف نفسية تجعله يتعسر في دراسته وذلك بعد وفاة والدته وزواج والده من أخرى فاضطر إلى العمل للصرف على نفسه حتى يستطيع مواجهة الحياة.
ثم يتزوج هذا الشاب من فتاة (وفاء صادق)مستواها الاجتماعى اعلى منه ولكى يوافق اهلها يخدعهم، وبعد الزواج تكتشف الحقيقة وتشك فيه دائماً وتعامله بخشونة ورغم انجابهم ولد وبنتان تتصاعد المشاكل بينهم حتى ينفصلا ثم يتزوج امام من سكرتيرتة طيبة القلب (نشوى مصطفى) وهو لايزال يحب ام اولاده وتتوالى الاحداث 

## طاقم التمثيل
- وفاء صادق
- نشوى مصطفى في دور (كريمة)
- محمد الكومي
- محمد عتريس
- نهى إسماعيل في دور (شهيناز)
- سهام فتحي
- محمود الجندى
- محمد رضوان
- احمد سعيد عبدالغنى في دور (راجح)
- محمد رياض في دور (امام)
- سوسن بدر
- كريمة مختار